# Folsomides insularis
Folsomides insularis är en urinsektsart som beskrevs av ?E. Thibaud, Weiner in Najt och Loïc Matile 1997. Folsomides insularis ingår i släktet Folsomides och familjen Isotomidae. Inga underarter finns listade i Catalogue of Life.